# Gleichwie der Regen und Schnee vom Himmel fällt
Gleichwie der Regen und Schnee vom Himmel fällt (BWV 18) ist eine Kirchenkantate von Johann Sebastian Bach. Er komponierte sie in Weimar für Sexagesimae, wahrscheinlich bereits 1713.

## Geschichte und Worte
Bach arbeitete ab 1708 für den Weimarer Hof. Am 2. März 1714 wurde er zum Konzertmeister ernannt. In dieser Position hatte er unter anderem die Aufgabe, einmal im Monat eine Kirchenkantate zu komponieren, die in der Schloßkirche aufgeführt wurde. Bach schrieb diese Kantate für den Sonntag Sexagesimae, den vorletzten Sonntag vor der Passionszeit. Die vorgeschriebenen Lesungen waren 2 Kor 11,19  – 2 Kor 12,9  und Lk 8,4–15 , das Gleichnis vom Sämann.
Bach vertonte einen Text von Erdmann Neumeister, den dieser für den Hof in Eisenach geschrieben und in Gotha 1711 in der Sammlung Geistliches Singen und Spielen veröffentlicht hatte. Georg Philipp Telemann hatte ihn bereits zuvor vertont. Der Text zitiert zunächst Jesaja (Jes 55,10–11 ), der die Wirkung von Gottes Wort durch einen Vergleich mit Regen und Schnee veranschaulicht, mit Bezug zum Evangelium. Im folgenden Satz fügt der Dichter eine Warnung vor den Gefahren, die Gottes Wort bedrohen, abschnittsweise Bitten aus der Litanei Martin Luthers ein. Der Schlusschoral ist die achte Strophe von Lazarus Spenglers Kirchenlied „Durch Adams Fall ist ganz verderbt“ (1524).
Die Kantate ist ein frühes Werk Bachs. Alfred Dürr datiert sie auf spätestens den 24. Februar 1715, wahrscheinlicher ein oder zwei Jahre früher. Christoph Wolff stellt dagegen fest: „Die originalen Aufführungsstimmen haben sich erhalten und erlauben eine Datierung auf das Jahr 1713“. Bach führte die Kantate erneut in Leipzig 1724 auf, mit erweitertem Instrumentarium und in einer anderen Tonart. Das Werk wurde dann wahrscheinlich zusammen mit der neu komponierten Kantate Leichtgesinnte Flattergeister aufgeführt.

## Besetzung und Aufbau
Wie andere Kantaten aus der Weimarer Zeit ist das Werk für ein kleines Ensemble gesetzt, drei Solisten, Sopran, Tenor und Bass, vierstimmigen Chor, vier Violen und Basso continuo mit Violoncello und Fagott. In einer Leipziger Fassung von 1724 oktavieren zwei Blockflöten die beiden höchsten Viola-Stimmen. John Eliot Gardiner vergleicht ihren Einsatz mit dem eines Orgel-Vierfußregisters. Die Kantate beginnt in der Weimarer Fassung in g-Moll, in der Leipziger Fassung in a-Moll.
Die Kantate, die mit einer Sinfonia beginnt, enthält fünf Sätze.
1. Sinfonia
2. Recitativo (Bass): Gleichwie der Regen und Schnee vom Himmel fällt
3. Recitativo e chorale (Litanei) (Tenor, Bass, Chor): Mein Gott, hier wird mein Herze sein – Du wollest deinen Geist und Kraft
4. Aria (Sopran): Mein Seelenschatz ist Gottes Wort
5. Choral: Ich bitt, o Herr, aus Herzensgrund

## Musik
Die Tonarten in diesem Abschnitt sind die der Weimarer Fassung, während die Aufnahme von Masaaki Suzuki, die von Klaus Hofmann kommentiert wird, die Leipziger Tonarten benutzt. Hofmann bemerkt den lutherischen Charakter des Werkes, das eine Litanei Luthers im dritten Satz zitiert, und bezeichnet es als „Rezitativetüde“, die das Secco-Rezitativ der italienischen Oper, das Neumeister in Kirchenkantaten einführte, ebenso verwendet wie ein reich instrumentiertes Accompagnato.
Die Kantate beginnt mit einer Sinfonia in g-Moll, die fallenden Regen und Schnee durch fallende Phrasen veranschaulicht. Sie ist in Da-capo-Form und erinnert sowohl an eine Chaconne als auch ein Concerto. Die vier Bratschen und das Continuo mit Fagott und Cello sorgen für ein ungewöhnliches Klangbild.
Das Zitat von Jesaja wird vom Bass, der Vox Christi (Stimme Christi), gesungen als Secco-Rezitativ. Es ist Bachs erste Verwendung eines Rezitativs in einer Kirchenkantate.
Der zentrale Satz ist in Bachs Kantaten einzigartig: Der Chor-Sopran unterbricht viermal das Rezitativ der männlichen Solisten durch eine Bitte, die vom Chor durch den Ruf „Erhör uns, lieber Herre Gott!“ verstärkt wird. Das Rezitativ ist Adagio bezeichnet und steht in Es-Dur, während die eingeschobene Litanei dramatisch erscheint, Allegro in c-Moll.
Die einzige Arie, in Es-Dur, wird von den vier Bratschen unisono begleitet. Die Kantate schließt mit einem schlichten vierstimmigen Satz von Spenglers Lied, dem ersten von Bachs zahlreichen Choralsätzen als Abschluss von Kirchenkantaten.

## Einspielungen
LP / CD
- J. S. Bach: Kantaten 18, 152. Jürgen Jürgens, Monteverdi-Chor Hamburg, Leonhardt-Consort, Agnes Giebel, Bert van t’Hoff, Jacques Villisech. Telefunken, 1964.
- J. S. Bach: Kantaten „Gleichwie der Regen und Schnee vom Himmel fällt“ BWV 18; „Nun komm, der Heiden Heiland“ BWV 62. Erhard Mauersberger, Thomanerchor, Gewandhausorchester, Adele Stolte, Peter Schreier, Theo Adam. Eterna, 1967.
- J. S. Bach: Das Kantatenwerk, Folge / Vol. 5. Nikolaus Harnoncourt, Wiener Sängerknaben, Chorus Viennensis, Concentus Musicus Wien, Solist der Wiener Sängerknaben, Kurt Equiluz, Max van Egmond. Teldec, 1971.
- J. S. Bach: Complete Cantatas, Vol. 2. Ton Koopman, Amsterdam Baroque Orchestra & Choir, Barbara Schlick, Kai Wessel, Christoph Prégardien, Klaus Mertens. Antoine Marchand, 1995.
- J. S. Bach: Cantatas Vol. 5 – BWV 18, 143, 152, 155, 161. Masaaki Suzuki, Bach Collegium Japan, Midori Suzuki, Makoto Sakurada, Peter Kooij. BIS, 1997.
- Bach Cantatas, Vol. 20: Naarden / Southwell / For Septuagesima / For Sexagesima. John Eliot Gardiner, Monteverdi Choir, English Baroque Soloists, Gillian Keith, James Gilchrist, Stephan Loges. Soli Deo Gloria, 2000.
- Bach Edition, Vol. 5 – Cantatas Vol. 2. Pieter Jan Leusink, Holland Boys Choir, Netherlands Bach Collegium, Marjon Strijk, Robert Getchell, Bas Ramselaar. Brilliant Classics, 1999.
- J. S. Bach: Cantatas for the Complete Liturgical Year Vol. 6 (Sexagesima and Estomihi Sundays): „Wie schon leuchtet der Morgenstern“ – Cantatas BWV 18, 23, 1. Sigiswald Kuijken, La Petite Bande, Siri Thornhill, Petra Noskaiová, Marcus Ullmann, Jan van der Crabben. Accent, 2007.
- Bach Kantaten No. 8. BWV 7, BWV 18, BWV 107. Rudolf Lutz, Chor und Orchester der J. S. Bach-Stiftung, Núria Rial, Julia Doyle (Sopran), Alex Potter (Altus), Makato Sakurada, Julius Pfeifer (Tenor), Dominik Wörner, Wolf Matthias Friedrich (Bass). Gallus Media, 2013.

DVD
- J. S. Bach: Kantate BWV 18 „Gleich wie der Regen“. Rudolf Lutz, Schola Seconda Pratica, Nuria Rial, Makoto Sakurada, Dominik Wörner. Samt Einführungsworkshop sowie Reflexion von Hans Jecklin. Gallus Media, 2009.